# Lost In Your Eyes
《深情眼眸》（英語：Lost in Your Eyes）是美國女歌手黛比·吉布森在1988年底發行的單曲，它在告示牌單曲榜獲得三週冠軍，成為黛比·吉布森繼〈愚蠢的節奏〉之後所得到的第二首全美冠軍單曲，〈深情眼眸〉在英國單曲榜最高名次為第34名。

## 歌曲資料

### 收錄專輯
〈深情眼眸〉最早收錄在黛比·吉布森第二張個人錄音室專輯《電子青年》（英語：Electric Youth），〈深情眼眸〉為此專輯第一首推出的單曲。

### 單曲簡介
〈深情眼眸〉詞曲創作、編曲錄製全由黛比·吉布森一手包辦，這是一首旋律優美的抒情歌曲，整首歌曲由鋼琴聲拉開序幕。黛比·吉布森在宣傳第一張專輯《走出憂鬱》（英語：Out Of The Blue）時，曾經當眾演唱過〈深情眼眸〉，每回只要是鋼琴前奏聲一響起，都會引起現場歌迷的瘋狂尖叫。

### 商業成績
〈深情眼眸〉在1989年1月21日進入告示牌單曲榜，首週成績為第42名，在經過一個多月名次的爬升，〈深情眼眸〉終於在1989年3月4日擊敗了寶拉·阿巴杜（英語：Paula Abdul）的強勁舞曲〈Straight Up〉逕自登上單曲冠軍寶座並蟬連了三週，成為黛比·吉布森第二首全美冠軍單曲，它在榜內共停留了19週，〈深情眼眸〉在1989年告示牌年終百大單曲中位居第13名。